# Gröna partiet i Bulgarien
Gröna partiet i Bulgarien (Zelena Partija na Balgarija) är ett miljöparti i Bulgarien.
Partiet tillhör valalliansen Koalition för Bulgarien och är representerade i den bulgariska regeringen genom justitieminister Dimitar Bongalov.